# Ortoestil

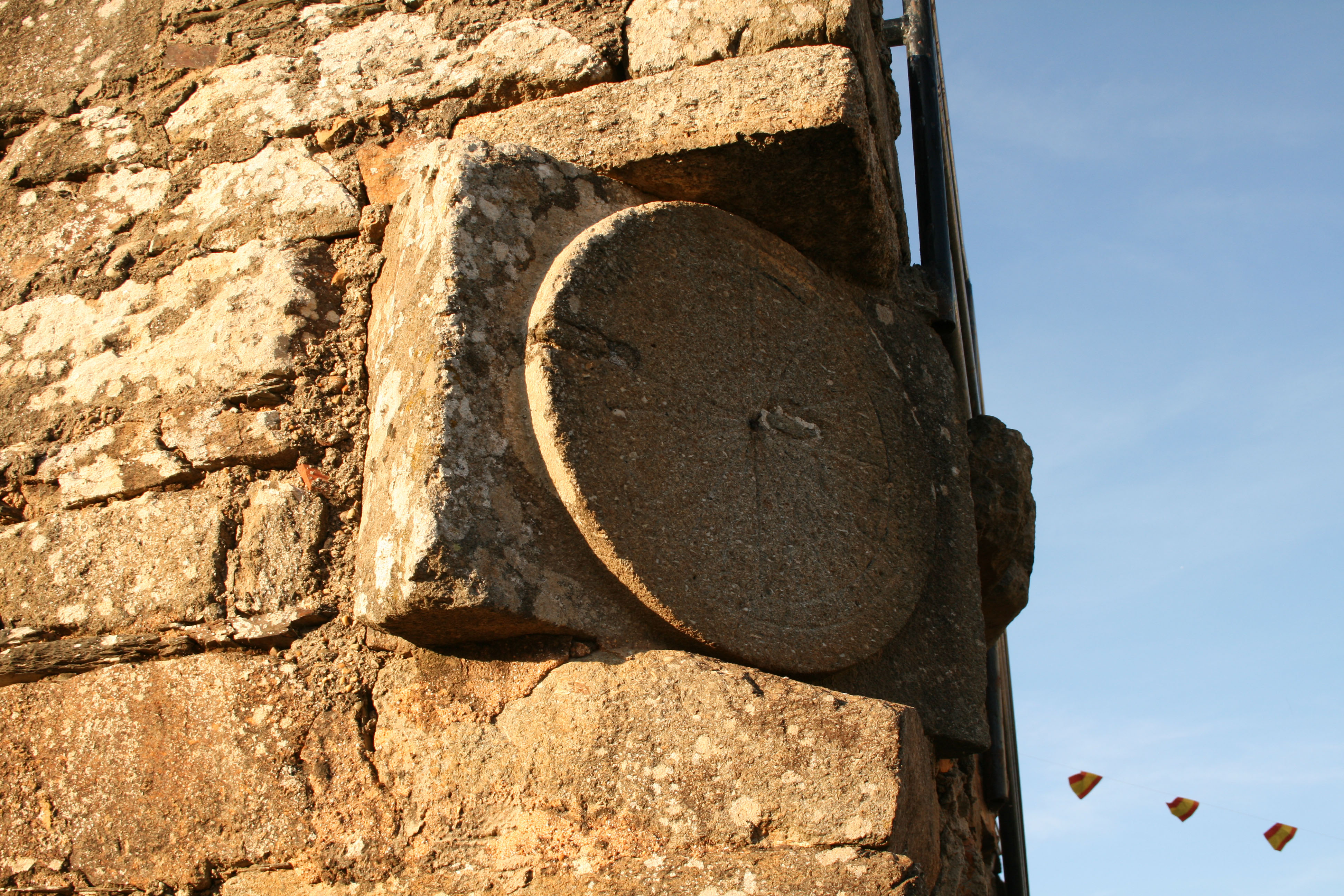
Rellotge solar d'hores temporals que posseïa un ortoestil en el seu centre

Un ortoestil en gnomònica és la part de l'estil perpendicular a la superfície del rellotge de sol. Es tracta d'una de les més antigues elements emprats en la construcció de rellotges de sol, per exemple en els  solàriums  que indicaven les hores temporàries horitzontals empleats pels romans, tal com el que es descriu per Plini el Vell al Camp de Mart de Roma, el ortoestilo és un obelisc pel seu caràcter perpendicular a la superfície horitzontal de la plaça.

## Variants
A l'ombra del ortoestil, els autors del Renaixement, la dividien en:
- Umbra recta si l'ombra del ortoestil es llança sobre un sòl horitzontal
- Umbra versa si l'ombra del ortoestil es llança sobre una paret vertical

Avui dia la majoria dels rellotges de sol (estil-axials) empren el ortoestil com un element d'elevació de l'gnòmon i la seva ombra no té valor gnomònic.